# Ålvundeidet
Ålvundeidet är en kyrkby i Sunndals kommun i Møre og Romsdal fylke i Norge. Byn ligger vid riksväg 70, cirka tio kilometer norrut från kommunens centralort Sunndalsøra.
Byn utgjorde tidigare centralort i dåvarande Ålvundeids kommun.

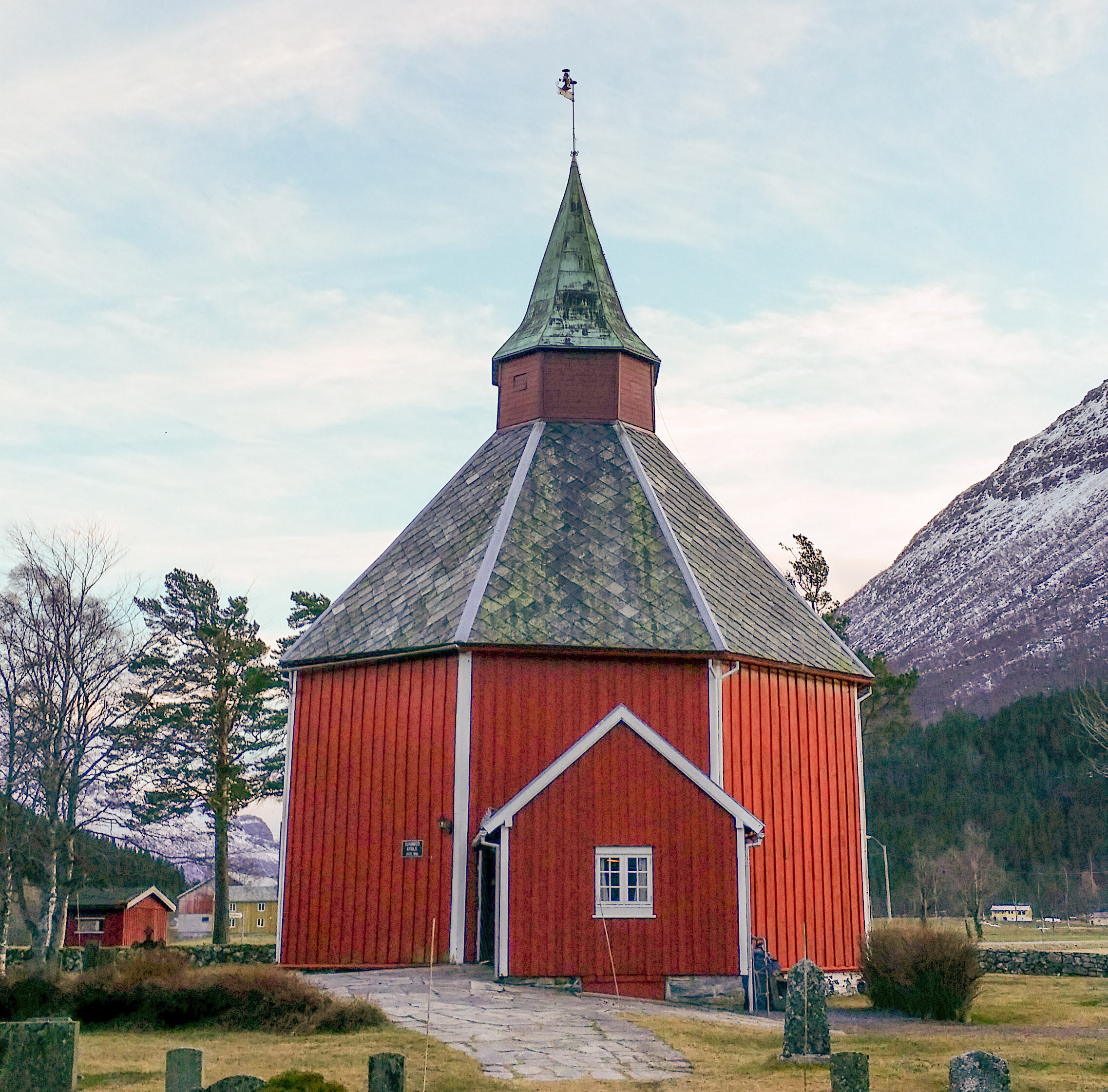
Ålvundeids kyrka.